# کوارک شگفت
کوارک شگفت (نماد : s) که از نظر سبکی در میان انواع کوارک‌ها سومین است، نوعی ذره بنیادی است. کوارک شگفت را می‌توان درون هادرون‌ها یافت که ذرات زیراتمی متشکل از کوارک هستند. نمونه‌هایی از هادرون‌هایی که شامل کوارک شگفت هستند، عبارت‌اند از : کائون و         مزون  دی شگفت  (D
s) و باریون سیگما (Σ)
این کوارک به همراه کوارک افسون، نسل دوم ماده را تشکیل می‌دهند و بار الکتریکی آن ۱⁄۳e- و جرمی برابر ۹۵+۵
−۵ MeV/c۲ دارد.

مانند سایر کوارک‌ها، کوارک شگفت یک فرمیون بنیادی اسپین-۱⁄۲ است و با هر ۳ نیروی بنیادی برهم‌کنش دارد. پادذره آن پادکوارک شگفت نامیده می‌شود (گاهی به آن کوارک پادشگفت یا فقط پادشگفت هم گفته می‌شود) که تنها تفاوتش با کوارک شگفت در این است که برخی از ویژگیهای آن مقدار برابر با علامت مخالف با کوارک شگفت دارد.
نخستین ذره حاوی کوارک شگفت در سال ۱۹۴۷ کشف شد (کائون)، اما وجود کوارک شگفت (به همراه کوارک بالا و کوارک پایین)  در سال ۱۹۶۴ توسط موری گل-مان  و جرج زویگ  برای توضیح روش طبقه‌بندی راه هشت‌گانه هادرون‌ها پیشنهاد شد. این کوارک نخستین بار به صورت تجربی در سال ۱۹۶۸ در آزمایشگاه ملی شتاب‌دهنده اسلاک و در آزمایش پراکندگی ناکشسان ژرف کشف شد.

## هادرون‌های شامل کوارک شگفت
کوارک شگفت سازنده هادرون‌های زیر است:
- ماده شگفت (تشکیل شده از یک کوارک شگفت، یک کوارک بالا و یک کوارک پایین)
- ذره امگا (از سه کوارک شگفت تشکیل شده‌است و گاهی بجای یکی از سه کوارک، کوارک افسون قرار می‌گیرد.)
- K− (تشکیل شده از یک کوارک شگفت و یک پاد کوارک بالا)
- K+ (تشکیل شده از یک کوارک بالا و یک پاد کوارک شگفت)
- K0(تشکیل شده‌است از پاد کوارک شگفت و کوارک پایین)
- پادذره K0 (تشکیل شده‌است از کوارک شگفت و پاد کوارک پایین)
- هیپرون‌ها:Σ و Λ یک کوارک شگفت دارند٬ Ξ دو کوارک شگفت دارد و Ω از سه کوارک شگفت تشکیل شده‌است.

## تاریخچه
در اوایل دوران پیدایش فیزیک ذرات (در نیمه اول قرن بیستم)، چنین پنداشته می‌شد که هادرون‌هایی مانند پروتون، نوترون و پیون ذرات بنیادی هستند. اما با کشف هادرون‌های جدید، باغ‌وحش ذرات از چند ذره در اوایل دهه ۱۹۳۰ و ۱۹۴۰، در دهه ۱۹۵۰ به چند دوجین ذره گسترش یافت. رابطه میان هریک از این ذرات تا سال ۱۹۶۱ نامشخص بود تا اینکه در این سال موری گل-مان

و یووال نیمان

(هر یک به‌طور جداگانه) روش راه هشت‌گانه یا به عبارت فنی‌تر، تقارن مزه (3)SU را برای طبقه‌بندی ذرات پیشنهاد دادند.
این طرح طبقه‌بندی هادرون‌ها را به چندقلوهای ایزواسپینی تقسیم می‌نمود اما پایه فیزیکی پشت این طبقه‌بندی، مشخص نبود. در سال ۱۹۶۴، گل-مان

و جرج زویگ

(مستقل از یکدیگر)، مدل کوارک راپیشنهاد دادند که در آن زمان تنها از کوارک بالا، پایین و شگفت تشکیل می‌شد.

اما با اینکه مدل کوارک راه هشت‌گانه را توضیح می‌داد، هیچ‌گونه شواهد تجربی مبنی بر وجود آن در دست نبود تا اینکه در سال ۱۹۶۸ در آزمایشگاه ملی شتاب‌دهنده اسلاک، این اتفاق افتاد.

آزمایش‌های پراکندگی ناکشسان ژرف نشان داد که پروتون زیرساختاری دارد و از سه ذره بنیادی دیگر تشکیل شده‌است و مدل کوارک را تأیید نمود.

ابتدا افراد در پذیرش این سه ذره به عنوان کوارک بی‌میل بودند و توصیف پارتون ریچارد فاینمن را ترجیح می‌دادند،

اما با گذشت زمان نظریه کوارک مورد پذیرش قرار گرفت.

## جستارها وابسته
- مدل کوارک
- ماده شگفت (به انگلیسی: ‌Strange matter)
- تولید شگفتی (به انگلیسی: Strangeness Production)
- شگفت‌چه (به انگلیسی: Strangelet)
- ستاره شگفت (به انگلیسی: Strange Star)

## منبع
1. 1 2  J. Beringer et al. (Particle Data Group) (2012). "PDGLive Particle Summary 'Quarks (u, d, s, c, b, t, b′, t′, Free)'" (PDF). Particle Data Group. Archived from the original (PDF) on 12 May 2013. Retrieved 2012-11-30.
2. ↑  
M. Gell-Mann (2000) [1964]. "The Eightfold Way: A theory of strong interaction symmetry".  In M. Gell-Mann, Y. Ne'eman (ed.). The Eightfold Way. Westview Press. p. 11. ISBN 0-7382-0299-1.
 Original: M. Gell-Mann (1961). "The Eightfold Way: A theory of strong interaction symmetry". Synchrotron Laboratory Report CTSL-20. California Institute of Technology{{cite journal}}:  نگهداری CS1: پست اسکریپت (link)
3. ↑  
Y. Ne'eman (2000) [1964]. "Derivation of strong interactions from gauge invariance".  In M. Gell-Mann, Y. Ne'eman (ed.). The Eightfold Way. Westview Press. ISBN 0-7382-0299-1.
Original Y. Ne'eman (1961). "Derivation of strong interactions from gauge invariance". Nuclear Physics. 26 (2): 222. Bibcode:1961NucPh..26..222N. doi:10.1016/0029-5582(61)90134-1.
4. ↑  
M. Gell-Mann (1964). "A Schematic Model of Baryons and Mesons". Physics Letters. 8 (3): 214–215. Bibcode:1964PhL.....8..214G. doi:10.1016/S0031-9163(64)92001-3.
5. ↑  
G. Zweig (1964). "An SU(3) Model for Strong Interaction Symmetry and its Breaking". CERN Report No.8181/Th 8419.
6. ↑  
G. Zweig (1964). "An SU(3) Model for Strong Interaction Symmetry and its Breaking: II". CERN Report No.8419/Th 8412.
7. ↑  
B. Carithers, P. Grannis (1995). "Discovery of the Top Quark" (PDF). Beam Line. SLAC. 25 (3): 4–16. Retrieved 2008-09-23.
8. ↑  
E. D. Bloom; Coward, D.; Destaebler, H.; Drees, J.; Miller, G.; Mo, L.; Taylor, R.; Breidenbach, M.;  et al. (1969). "High-Energy Inelastic e–p Scattering at 6° and 10°". Physical Review Letters. 23 (16): 930–934. Bibcode:1969PhRvL..23..930B. doi:10.1103/PhysRevLett.23.930. {{cite journal}}: Explicit use of et al. in: |author= (help)
9. ↑  
M. Breidenbach; Friedman, J.; Kendall, H.; Bloom, E.; Coward, D.; Destaebler, H.; Drees, J.; Mo, L.; Taylor, R.;  et al. (1969). "Observed Behavior of Highly Inelastic Electron–Proton Scattering". Physical Review Letters. 23 (16): 935–939. Bibcode:1969PhRvL..23..935B. doi:10.1103/PhysRevLett.23.935. {{cite journal}}: Explicit use of et al. in: |author= (help)
10. ↑  J. I. Friedman. "The Road to the Nobel Prize". Hue University. Archived from the original on 25 December 2008. Retrieved 2008-09-29.
11. ↑  
R. P. Feynman (1969). "Very High-Energy Collisions of Hadrons". Physical Review Letters. 23 (24): 1415–1417. Bibcode:1969PhRvL..23.1415F. doi:10.1103/PhysRevLett.23.1415.
12. ↑  
S. Kretzer; Lai, H.; Olness, Fredrick; Tung, W.;  et al. (2004). "CTEQ6 Parton Distributions with Heavy Quark Mass Effects". Physical Review D. 69 (11): 114005. arXiv:hep-ph/0307022. Bibcode:2004PhRvD..69k4005K. doi:10.1103/PhysRevD.69.114005. {{cite journal}}: Explicit use of et al. in: |author= (help)
13. ↑  
D. J. Griffiths (1987). Introduction to Elementary Particles. John Wiley & Sons. p. 42. ISBN 0-471-60386-4.
14. ↑  
M. E. Peskin, D. V. Schroeder (1995). An introduction to quantum field theory. Addison-Wesley. p. 556. ISBN 0-201-50397-2.